# アレックス・バプティスト
アレックス・バプティスト（Alex Baptiste、1986年1月31日 - ）は、イングランド・ノッティンガムシャー州サットン＝イン＝アッシュフィールド出身のプロサッカー選手。ポジションはDF。

## 経歴

### マンスフィールド
出身地にほど近い、マンスフィールド・タウンFCのユースチームでプレーを始めた。元々のポジションはセントラルミッドフィールダーだったが、ディフェンダーにコンバートされた。2003年4月16日のバーンズリーFCでトップチームデビュー。
2003年12月12日、ノンリーグのタムワースFCに1ヶ月の短期レンタルで加入。1月12日にマンスフィールドに復帰し、2月7日に今度はバートン・アルビオンFCにレンタル移籍。
2003–04シーズン以降、センターバックのレギュラーを獲得。2007年夏、新たに3年契約を結んだ。2007-08シーズン終了後、クラブのノンリーグに降格にともない、トランスファーリクエストを提出した。

### ブラックプール
2008年7月1日、チャンピオンシップのブラックプールFCに移籍。2010年1月20日、クラブとの契約を2013年6月まで延長。

### ボルトン
2013年6月30日、チャンピオンシップのボルトン・ワンダラーズFCにフリーで加入、3年契約にサインした。

### ミドルズブラ
2015年7月6日、ミドルズブラFCに移籍。2016年3月1日、シェフィールド・ユナイテッドFCにレンタル移籍。2016年8月31日、プレストン・ノースエンドFCにレンタル移籍。

### QPR
ミドルズブラとの契約解除後、2017年8月7日にクイーンズ・パーク・レンジャーズFCに加入。

### ドンカスター・ローヴァーズ
2019年8月、ドンカスター・ローヴァーズFCと1年契約を結んだ。

## 所属クラブ
ユース
- マンスフィールド・タウンFC -2002

プロ
- マンスフィールド・タウンFC 2002-2008

→ タムワースFC 2003-2004 (loan)
→ バートン・アルビオンFC 2004 (loan)
- ブラックプールFC 2008-2013
- ボルトン・ワンダラーズFC 2013-2015

→ ブラックバーン・ローヴァーズFC 2014-2015 (loan)
- ミドルズブラFC 2015-2017

→ シェフィールド・ユナイテッドFC 2016 (loan)
→ プレストン・ノースエンドFC 2016-2017 (loan)
- クイーンズ・パーク・レンジャーズFC 2017-2019

→ ルートン・タウンFC 2019 (loan)
- ドンカスター・ローヴァーズFC 2019-2020
- ボルトン・ワンダラーズFC 2020-